# 邵速卡
邵速卡 （高棉语：សៅ សុខា)柬埔寨总理洪森亲王亲信，现任柬埔寨王家军队副总司令，柬埔寨王家憲兵队总督，柬埔寨足球協會主席，

## 相关人物
- 兴文贤
- 官金
- 罗盛
- 密速平
- 杨宗勋

1. ↑  .   [2016-07-14]. （原始内容存档于2016-08-18）.
2. ↑  http://www.jianhuadaily.com/index.php?option=com_k2&view=item&id=21135:2016-03-17-14-51-45柬埔寨足球联盟主席邵速卡